# Las Malcriadas
Las Malcriadas es una telenovela mexicana producida por Joshua Mintz y Ana Celia Urquidi para TV Azteca, emitida entre 2017 y 2018. Está escrita por César Sierra, basada en la idea de Ximena Escalante. Toca temas como la trata de personas; el tráfico de menores, la prostitución y la gestación subrogada. Se estrenó por Azteca Uno el 18 de septiembre de 2017 en sustitución de Nada personal, y finalizó el 9 de febrero de 2018 siendo reemplazada por El César.
Esta protagonizada por Sara Maldonado y Gonzalo García Vivanco, junto con Rebecca Jones y Ernesto Laguardia en los roles antagónicos; acompañados por Carlos Torres, Ivonne Montero, Cynthia Rodríguez, Alejandra Ambrosi, Juanita Arias, Elsa Ortiz y Dolores Heredia.

## Trama
Laura Espinosa Urrutia (Sara Maldonado), junto con sus compañeras: Teresa (Cynthia Rodríguez), Dunia (Elsa Ortiz), Esmirna (Juanita Arias) y Rosa (Ivonne Montero), se ven envueltas en un escándalo, pues son sospechosas del asesinato de una pareja, los Kilev, la realidad es otra, pues nadie sabe para quién trabaja. Todo comienza cuando Laura una joven periodista, que desde que tiene conocimiento, ha sufrido el y el abandono absoluto de su padre sumergido en el trabajo y el inmenso cariño de su madre. Tras la muerte de su madre, se entera de que Delia (Erika Stettner) y Mario (Ernesto Laguardia), no son sus verdaderos padres. Desesperada, Laura decide comenzar la búsqueda de la mujer que le dio la vida, junto con el apoyo de su novio, Jerónimo (Carlos Torres), 15 años mayor que ella.
Laura se entera por su nana Cruz (Ana Silvia Garza), que su madre era empleada doméstica. Es así como ella llega a "Dulce Hogar", una agencia de colocación de servidoras domésticas, con el único objetivo de encontrar a su madre y solo lo hará convirtiéndose en lo que ella era. La joven ingresa a la agencia bajo el nombre y seudónimo de Laura González, donde allí conoce a la dueña de la agencia, Catalina Basurto (Rebecca Jones), una mujer con un gran poder y potencial, ante todos es una mujer intachable. Catalina y su hija Stephanie (Alejandra Ambrosi) son conocidas como las "Sweet Ladies". Catalina tiene muy presentes sus ideales, sabe manejar su negocio como pez en el agua, pues la agencia no es muy "dulce" como su nombre lo indica, ya que se trata de una red de trata de personas liderada por el "Niño". 
Diego Mendoza (Gonzalo García Vivanco), es un investigador que llega a la agencia para hallar a varias jóvenes recientemente desaparecidas. Es cuando se topa a Laura, ambos se conectan en un abrir y cerrar de ojos y, poco a poco, nace el amor. Diego es hijo de Lidia (Mar Carrera) y sobrino del doctor Julián Puga (Javier Díaz Dueñas). El principal objetivo de Diego es descubrir la verdad de estas mujeres y los "dulces" secretos que oculta esa agencia. Uno de ellos es que su tío es uno de los tantos socios de Catalina y Mario en sus negocios ilícitos. Su siguiente objetivo es descubrir quién es Laura González, aquella mujer que lo cautivó. 
En la agencia, Laura conoce a cuatro mujeres, valientes y soñadoras; Rosa Ochoa, una mujer ambiciosa y egoísta, lleva 15 años trabajando en la agencia y goza de privilegios. Rosa es la oposición de Laura para la búsqueda de su madre. Teresa Villa , una mujer humilde y de buenos valores, ingresa a trabajar a la agencia para poder mantener a sus dos hijos. Esta mujer es sometida a trabajar en la red de venta de bebés. Dunia García, una joven extrovertida y de belleza salvaje, llega a la ciudad tras la muerte de sus padres y comienza a trabajar junto con Catalina en la rama de la prostitución. Esmirna Benavente, ingresa a "Dulce Hogar" para ahorrar el dinero suficiente para poder ayudar al refugio donde creció, pero en el proceso, Catalina le ofrece un "mejor puesto", donde se convertirá en vientre de alquiler. 
Todas se adentrarán en un crimen que quizá no cometieron, pero poco a poco se descubrirá qué pasó con los dos ancianos que fueron asesinados. Estas cinco mujeres serán vistas ante la prensa y sociedad como "Las Malcriadas".

## Reparto

### Principales
- Sara Maldonado como Laura Espinosa Urrutia / Laura González Ruiz
- Ernesto Laguardia como Mario Espinosa
  - Erick Sandoval interpretó a Mario de joven
- Gonzalo García Vivanco como Diego Mendoza Puga
- Rebecca Jones como Catalina Basurto vda. de Lafayette
- Carlos Torres como Jerónimo Aguirre
- Ivonne Montero como Rosa Jazmín Ochoa Delgadillo
  - Frida Tostado interpretó a Rosa de joven
- Cynthia Rodríguez como Teresa Villa
- Alejandra Ambrosi como Stephanie Lafayette Basurto
- Juanita Arias como Esmirna Benavente
- Elsa Ortiz como Dunia García
- Javier Díaz Dueñas como el Dr. Julián Puga del Bosque
- Rodrigo Cachero como Joaquín Figueroa
- Martín Barba como Eduardo Espinosa Urrutia
- Bianca Calderón como Genoveva Romero
- Mar Carrera como Lidia Puga del Bosque Vda. de Mendoza
- Laura Palma como Gabriela Rodríguez de Figueroa / Úrsula
- Ernesto Álvarez como Silvio Luna
- Sebastián Caicedo como Jaime de Jesús Rosales Huerta
- Vince Miranda como Carlos Acevedo
- Heriberto Méndez como Pablo Jiménez
- Alexis Meana como Andrés Jiménez
- Anna Carreiro como Sabrina Altieri
- Verónica Terán como Martha Barroso
- Jorge Fink como Fermín Rojas
- Dolores Heredia como Juana Ortiz de Espinosa «Nita»
  - Mitzi Cadena interpretó a Juana de joven
- Erika Stettner como Delia Urrutia de Espinosa
- Teresa Selma como Hannah de Killev
- José Martín como Humberto Urrutia
- Fernando Garzafox como Samuel Romero
- Esaú como Fabricio Villa
- Erika García como Pirulí

### Recurrentes
- Ana Silvia Garza como Cruz Palacios
- Fátima Molina como Yuridia Cavarca
- Andrea Torre como Brenda
- Gina Morett como Irma Vera
- Bárbara Falconi como Avelina
- Daniela Berriel[6]
- Carlos Girón como Mateo Altieri #1
- Dasha Santoyo como Ángela «Angelita»
- Andrea Carreiro como María Elena «Chamoy»
- Camila Rojas como Concha
- Margarita Vega como Gloria
- Héctor Parra como Rodrigo Altieri
- Carlos Álvarez como Magaña
- David Alejandro
- Ulises Ávila como Ezequiel Duarte «el Porky»
- Alberto Pavón como Olmo Ferrer
- Said Sandoval como Ignacio Moreno
- Ana Valeria Rusek como Natasha Valles
- Zamia Fandiño como Alejandra
- Alan Martín como Mateo Altieri #2 / Sergio Salerno
- Angélica Magaña como Pilar
- Socorro Miranda como Ximena Rodríguez
- Amara Villafuerte como Eva vda. de Altieri
- Lourdes Narro como Esther
- Ana Morquecho como Perla

### Invitados especiales
- Pedro Sicard como Santiago Porrero
- Fabiana Perzabal como Irene Urrutia

## Episodios
| N.º | Título                                                 | Fecha de emisión original | Audiencia (millones) |
| --- | ------------------------------------------------------ | ------------------------- | -------------------- |
| 1   | «Laura descubre que Delia no era su verdadera madre»   | 18 de septiembre de 2017  | 1.5                  |
| 2   | «Laura se entera de Dulce Hogar»                       | 20 de septiembre de 2017  | 1.9                  |
| 3   | «Bienvenidas a Dulce Hogar»                            | 22 de septiembre de 2017  | 1.1                  |
| 4   | «Laura y Diego se conocen»                             | 25 de septiembre de 2017  | 1.0                  |
| 5   | «Esmirna acepta el trato de Catalina»                  | 26 de septiembre de 2017  | 1.3                  |
| 6   | «Cata empieza a preparar a Dunia»                      | 27 de septiembre de 2017  | 1.1                  |
| 7   | «Nita le cuenta la verdad a Marta»                     | 28 de septiembre de 2017  | 1.3                  |
| 8   | «Teresa no tiene escapatoria»                          | 29 de septiembre de 2017  | 1.0                  |
| 9   | «Esmirna y Joaquín hacen el amor»                      | 2 de octubre de 2017      | 1.1                  |
| 10  | «Rosa llega a trabajar con los Kilev»                  | 3 de octubre de 2017      | 1.2                  |
| 11  | «Laura corre peligro»                                  | 4 de octubre de 2017      | 1.1                  |
| 12  | «Diego tiene que abusar de Laura»                      | 5 de octubre de 2017      | 1.2                  |
| 13  | «Laura y Diego hacen el amor»                          | 6 de octubre de 2017      | 1.0                  |
| 14  | «Stephanie se rebela ante Cata»                        | 9 de octubre de 2017      | 1.3                  |
| 15  | «Diego exigirá que regrese Laura»                      | 10 de octubre de 2017     | 1.2                  |
| 16  | «Mario recibe una amenaza»                             | 11 de octubre de 2017     | 1.2                  |
| 17  | «Diego entra a La Sociedad»                            | 12 de octubre de 2017     | 1.2                  |
| 18  | «Jaime se deshace de Yuriria»                          | 13 de octubre de 2017     | 1.0                  |
| 19  | «Cata culpa a Stephanie»                               | 16 de octubre de 2017     | 1.1                  |
| 20  | «Diego entra a La Sociedad»                            | 17 de octubre de 2017     | 1.2                  |
| 21  | «Laura es liberada»                                    | 18 de octubre de 2017     | 1.2                  |
| 22  | «Mateo está en todos los noticieros»                   | 19 de octubre de 2017     | 1.0                  |
| 23  | «Diego es detenido»                                    | 20 de octubre de 2017     | 1.0                  |
| 24  | «Dunia ya tiene trabajo... y no es lo que esperaba»    | 23 de octubre de 2017     | 1.0                  |
| 25  | «El secreto de Laura es descubierto»                   | 24 de octubre de 2017     | 0.86                 |
| 26  | «El accidente de Stephanie fue un mensaje para Cata»   | 25 de octubre de 2017     | 0.92                 |
| 27  | «Laura no le teme a Rosa ni a Jaime»                   | 26 de octubre de 2017     | 1.0                  |
| 28  | «Jaime acusa a Laura con Cata de estarla traicionando» | 27 de octubre de 2017     | 0.96                 |
| 29  | «¡Laura le cuenta la verdad a Fermín!»                 | 30 de octubre de 2017     | 0.92                 |
| 30  | «¡Laura González ha muerto!»                           | 31 de octubre de 2017     | 0.88                 |
| 31  | «Mario compró el Refugio»                              | 1 de noviembre de 2017    | 0.87                 |
| 32  | «Dunia conocerá el verdadero infierno»                 | 2 de noviembre de 2017    | 0.84                 |
| 33  | «Laura y Diego se besan»                               | 3 de noviembre de 2017    | 0.90                 |
| 34  | «¡Esmirna escapó!»                                     | 6 de noviembre de 2017    | 0.98                 |
| 35  | «Dunia podría hundir a 'Dulce Hogar'»                  | 7 de noviembre de 2017    | 0.83                 |
| 36  | «¡Clemente está muerto!»                               | 8 de noviembre de 2017    | 0.91                 |
| 37  | «Laura y Diego se dan una oportunidad»                 | 9 de noviembre de 2017    | 0.91                 |
| 38  | «¡Jerónimo descubre que tiene un hijo!»                | 10 de noviembre de 2017   | 0.93                 |
| 39  | «Fermín descubre toda la verdad sobre su hija!»        | 13 de noviembre de 2017   | 0.75                 |
| 40  | «¡Ignacio abusa de Laura!»                             | 14 de noviembre de 2017   | 0.86                 |
| 41  | «Fermín paga con su vida haber descubierto la verdad»  | 15 de noviembre de 2017   | 0.62                 |
| 42  | «Esmirna no repetirá la historia de Nita»              | 16 de noviembre de 2017   | 0.66                 |
| 43  | «Stephanie no podrá escapar tan fácil»                 | 17 de noviembre de 2017   | 0.71                 |
| 44  | «Rosa encuentra a la mamá de Laura»                    | 20 de noviembre de 2017   | 0.80                 |
| 45  | «Laura descubre su verdadero nombre»                   | 21 de noviembre de 2017   | 0.94                 |
| 46  | «Laura enfrenta a su propio padre»                     | 22 de noviembre de 2017   | 0.90                 |
| 47  | «¡El fantasma de Yuriria regresó!»                     | 23 de noviembre de 2017   | 1.0                  |
| 48  | «Laura pasa a la lista de 'sospechosas'»               | 24 de noviembre de 2017   | 1.1                  |
| 49  | «¿Jaime aceptará casarse con Rosa?»                    | 27 de noviembre de 2017   | 0.89                 |
| 50  | «Stephanie y Diego hacen el amor»                      | 28 de noviembre de 2017   | 0.90                 |
| 51  | «Dulce Hogar está en la mira de todos»                 | 29 de noviembre de 2017   | 0.62                 |
| 52  | «¡Rosa salva a Laura de ser enviada al 'infierno'!»    | 30 de noviembre de 2017   | 0.96                 |
| 53  | «¡Mateo está de regreso!»                              | 1 de diciembre de 2017    | 0.91                 |
| 54  | «Stephanie podría confesarle toda la verdad a Diego»   | 4 de diciembre de 2017    | 0.71                 |
| 55  | «Teresa ve el beso entre Laura y Jerónimo»             | 5 de diciembre de 2017    | 0.78                 |
| 56  | «Diego y Sabrina tienen un sospechoso»                 | 6 de diciembre de 2017    | 0.86                 |
| 57  | «¿Dunia se convirtió en una asesina?»                  | 7 de diciembre de 2017    | 0.72                 |
| 58  | «Laura cuenta la historia de Esmirna»                  | 8 de diciembre de 2017    | 0.78                 |
| 59  | «¡El abuelo de Laura esconde algo!»                    | 11 de diciembre de 2017   | 0.78                 |
| 60  | «¡Nita encontró a su hija! ¿muerta?»                   | 12 de diciembre de 2017   | 0.88                 |
| 61  | «¡Diego es herido!»                                    | 13 de diciembre de 2017   | 0.68                 |
| 62  | «Cata se quiere deshacer de Diego»                     | 14 de diciembre de 2017   | 0.79                 |
| 63  | «¡Acevedo y Eduardo descubren a Laura!»                | 15 de diciembre de 2017   | 0.93                 |
| 64  | «La vida de Esmirna peligra con Gaby tan cerca»        | 18 de diciembre de 2017   | 0.74                 |
| 65  | «Laura se convertirá en la sombra de Cata»             | 19 de diciembre de 2017   | 0.97                 |
| 66  | «¿La relación entre Laura y Diego tendrá futuro?»      | 20 de diciembre de 2017   | 0.93                 |
| 67  | «¡Valles morirá!»                                      | 21 de diciembre de 2017   | 0.95                 |
| 68  | «Rosa regresa a Dulce Hogar»                           | 22 de diciembre de 2017   | 0.90                 |
| 69  | «Llevan a Laura a la Dulzura»                          | 25 de diciembre de 2017   | 0.63                 |
| 70  | «Juana y Laura se conocen»                             | 26 de diciembre de 2017   | 0.77                 |
| 71  | «¿Laura murió?»                                        | 27 de diciembre de 2017   | 0.84                 |
| 72  | «Laura tendrá que descubrir el mensaje»                | 28 de diciembre de 2017   | 0.84                 |
| 73  | «Rosa roba las claves de los Kilev»                    | 29 de diciembre de 2017   | 0.82                 |
| 74  | «¿Humberto es El Niño?»                                | 1 de enero de 2018        | 0.66                 |
| 75  | «¡Humberto Urrutia ha muerto!»                         | 2 de enero de 2018        | 0.89                 |
| 76  | «Laura podría conocer el infierno de La Dulzura»       | 3 de enero de 2018        | 0.92                 |
| 77  | «¿Cuál secreto se llevó Humberto a la tumba?»          | 4 de enero de 2018        | 0.87                 |
| 78  | «Diego descubre a Mateo»                               | 5 de enero de 2018        | 0.95                 |
| 79  | «Sabrina delata a Mateo»                               | 8 de enero de 2018        | 1.0                  |
| 80  | «¡Mario es El Niño!»                                   | 9 de enero de 2018        | 0.92                 |
| 81  | «¡Rosa y Jaime roban a los Kilev!»                     | 10 de enero de 2018       | 0.96                 |
| 82  | «¡Mataron a los Kilev!»                                | 11 de enero de 2018       | 0.99                 |
| 83  | «¡Las Malcriadas son arrestadas!»                      | 12 de enero de 2018       | 0.99                 |
| 84  | «Laura acusa a Porrero de matar a los Kilev»           | 15 de enero de 2018       | 0.96                 |
| 85  | «¡Dunia está muerta!»                                  | 16 de enero de 2018       | 0.85                 |
| 86  | «¡Se descubre la identidad de La Malcriada!»           | 17 de enero de 2018       | 0.92                 |
| 87  | «¡Irene se culpa por el asesinato de los Kilev!»       | 18 de enero de 2018       | 0.91                 |
| 88  | «¡Catalina mata a Porrero!»                            | 19 de enero de 2018       | 0.84                 |
| 89  | «¡Jerónimo descubre a El Niño!»                        | 22 de enero de 2018       | 0.71                 |
| 90  | «¡Catalina vengará la muerte de Porrero!»              | 23 de enero de 2018       | 0.88                 |
| 91  | «Nita y Mario se casan»                                | 24 de enero de 2018       | 0.84                 |
| 92  | «¡Catalina podría huir!»                               | 25 de enero de 2018       | 0.79                 |
| 93  | «¡Laura se entera quien es su madre!»                  | 26 de enero de 2018       | 0.98                 |
| 94  | «¿Eduardo seguirá los pasos de Mario?»                 | 29 de enero de 2018       | 0.87                 |
| 95  | «¡Stephanie traicionará a su propia madre!»            | 30 de enero de 2018       | 0.87                 |
| 96  | «Laura tendrá que decidir entre Olmo o Diego»          | 31 de enero de 2018       | 0.95                 |
| 97  | «Stephanie se mete en la cama de Mario»                | 1 de febrero de 2018      | 0.93                 |
| 98  | «¡Stephy es hija de Mario Espinosa!»                   | 2 de febrero de 2018      | 0.73                 |
| 99  | «¡Diego ya sabe que Mario es El Niño!»                 | 5 de febrero de 2018      | 0.70                 |
| 100 | «¿El Niño quiere a Diego de su lado?»                  | 6 de febrero de 2018      | 0.81                 |
| 101 | «¡Diego tendrá que casarse con Stephy!»                | 7 de febrero de 2018      | 0.91                 |
| 102 | «Eduardo le da la espalda al Niño»                     | 8 de febrero de 2018      | 0.72                 |
| 103 | «El final de Las Malcriadas»                           | 9 de febrero de 2018      | 1.3                  |

Nota
1. 1 2  Los episodios 2, 3, 4 y 5 no se emitieron el 19, 20, 21 y 22 de septiembre, debido al terremoto en el centro de México del 19 de septiembre de 2017. Posteriormente, el 20 y 22 de septiembre, se reanudaron las transmisiones normales.[9]

## Producción
La telenovela fue anunciada por Joshua Mintz a mediados de noviembre de 2016, como uno de los cinco proyectos que tenía proyectado TV Azteca en 2017, como lo nuevo del primetime para Azteca Uno —en ese entonces, Azteca Trece—. El primer tráiler conceptual se presentó en mayo de 2017, en el marco de los LA Screenings 2017, la cual, presentó a Sara Maldonado, Rebecca Jones y Amaranta Ruiz, entre otras actrices. Días después, se vuelve a confirmar a Maldonado y Jones para repetir sus personajes que interpretaron en el tráiler conceptual, así como el ingreso de Ernesto Laguardia a la producción. La producción de la telenovela inició grabaciones el 27 de junio de 2017, con el claquetazo oficial y en una locación en la Ciudad de México. La telenovela culminó grabaciones el 8 de noviembre de 2017.

## Audiencia
| Temporada | Horario (CT)                     | Episodios | Primera emisión          | Primera emisión      | Última emisión       | Última emisión       | Prom. de espectadores (millones) |
| Temporada | Horario (CT)                     | Episodios | Fecha                    | Audiencia (millones) | Fecha                | Audiencia (millones) | Prom. de espectadores (millones) |
| --------- | -------------------------------- | --------- | ------------------------ | -------------------- | -------------------- | -------------------- | -------------------------------- |
| 1         | Lunes a viernes 21:30 - 22:30 h. | 103       | 18 de septiembre de 2017 | 1.5                  | 9 de febrero de 2018 | 1.3                  | —                                |